# Nur al-Din-moskee
De Nur Al-Din-moskee is een moskee uit het Zengiden-tijdperk in de stad Hama, in het westen van Syrië. Het werd gesticht door Nur al-Din in 1163-1164. Het bevatte ook een historische minbar uit de 12e eeuw die nu wordt bewaard in het plaatselijke Hama Museum.
De moskee werd tijdens de beschietingen van de stad in 1982 zwaar beschadigd en vervolgens in de huidige staat hersteld.